# Siarhei Karneyeu
Siarhei Ivanavich Karneyeu –en bielorruso, Сяргей Іванавіч Карнееў; en ruso, Сергей Иванович Корнеев, Serguéi Ivanovich Korneyev– (Minsk, URSS, 24 de noviembre de 1988) es un deportista bielorruso que compitió en boxeo.
Ganó una medalla de bronce en el Campeonato Mundial de Boxeo Aficionado de 2011 y una medalla de plata en el Campeonato Europeo de Boxeo Aficionado de 2008.
Participó en los Juegos Olímpicos de Londres 2012, ocupando el octavo lugar en el peso pesado.

## Palmarés internacional
| Campeonato Mundial | Campeonato Mundial      | Campeonato Mundial | Campeonato Mundial |
| Año                | Lugar                   | Medalla            | Categoría          |
| ------------------ | ----------------------- | ------------------ | ------------------ |
| 2011               | Bakú (Azerbaiyán)       | Medalla de bronce  | 91 kg              |
| Campeonato Europeo |                         |                    |                    |
| Año                | Lugar                   | Medalla            | Categoría          |
| 2008               | Liverpool (Reino Unido) | Medalla de plata   | 81 kg              |